# The Death Trip Continues
The Death Trip Continues – EP grupy Static-X wydane w roku 2000, po debiutanckim albumie grupy, Wisconsin Death Trip.

## Lista utworów
1. Love Dump (Edit)
2. Love Dump (Mephisto Odyssey Remix)
3. Bled For Days (Edit)
4. Bled For Days (Live)
5. Burning Inside
6. So Real
7. S.O.M.

## Twórcy
- Wayne Static – wokal, gitara
- Koichi Fukuda – gitara, klawisze
- Tony Campos – bas, wokal wspierający
- Ken Jay – perkusja